# Sonate pour piano no 13 de Schubert
Pour les articles homonymes, voir Sonate pour piano (homonymie).
La Sonate pour piano no 13 en la majeur, D. 664 (op. posthume 120) est la treizième sonate (sur 21) pour piano de Franz Schubert.

## Histoire
Sa date de composition est controversée : en juillet 1819 durant son séjour en Autriche ou en 1825. Elle est dédiée à Joséphine von Koller, jeune fille de son hôte de l'été 1819.

## Structure
Elle comporte trois mouvements (les sonates de sa maturité en comportent quatre) et son exécution demande un peu moins de 25 minutes. Son caractère reste essentiellement heureux et serein même s'il existe quelques passages plus tourmentés.
- Allegro moderato
- Andante
- Finale - allegro

## Discographie
- Sonate no 13 en la majeur, Franz Schubert, Maria Joao Pires (piano), Deutsche Grammophon, 00028947752332, 2005
- Schubert Piano Sonata in A Major D664, Mitsuko Uchida (piano), Philips Classics, 470 265-2, 2002